# Tolerancja

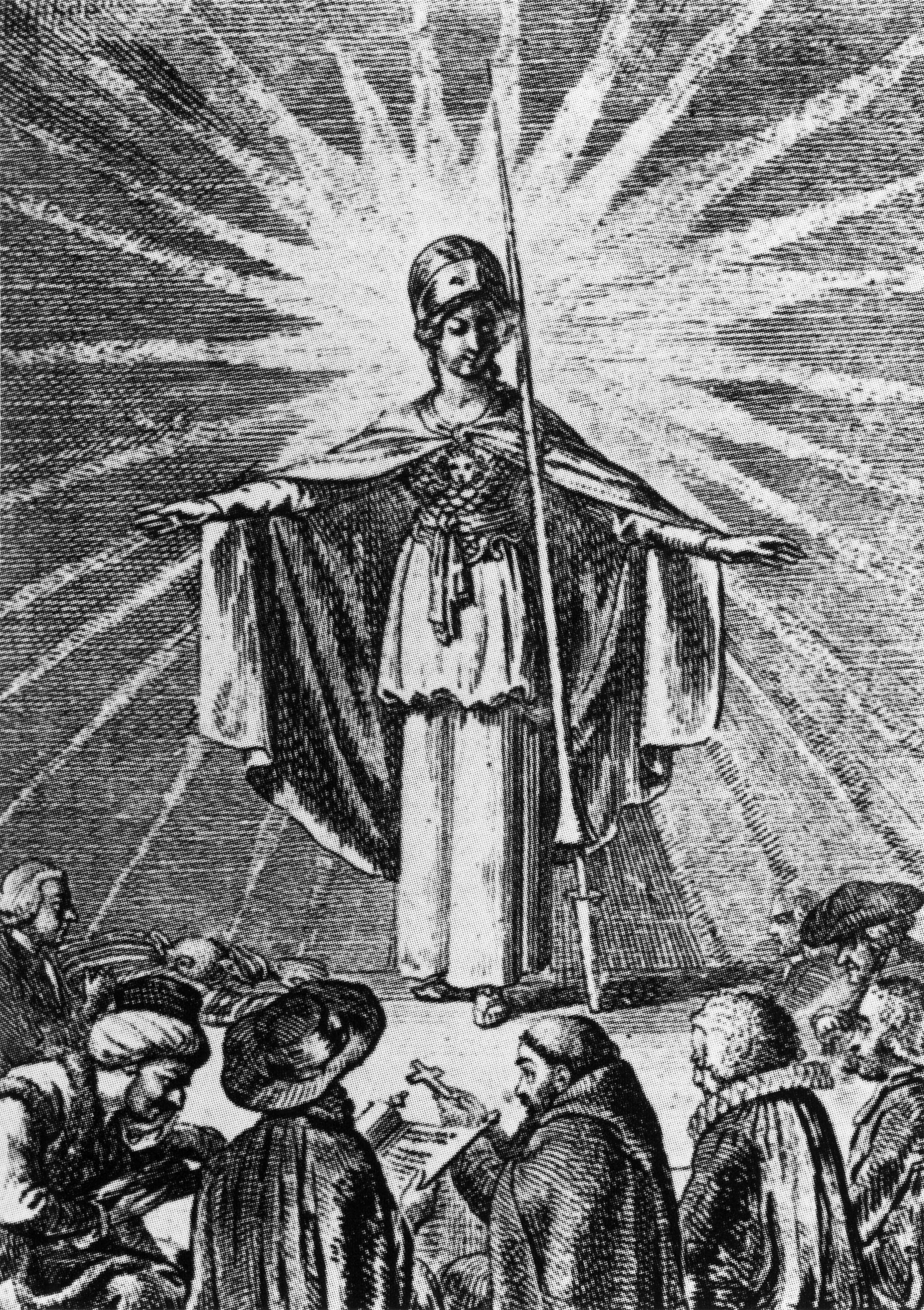
Minerwa jako symbol oświeconej mądrości która chroni oraz opiekuje się wyznawcami wszystkich religii (według polsko-niemieckiego malarza Daniela Chodowieckiego, 1791)

Tolerancja (łac. tolerantia – cierpliwość, wytrwałość) – termin oznaczający poszanowanie czyichś poglądów, wierzeń, upodobań, różniących się od własnych. Stosowany w socjologii, badaniach nad kulturą i religią, oznacza postawę zgody na wyznawanie i głoszenie poglądów oraz wierzeń z którymi się nie zgadzamy, jak i praktykowanie sposobu życia, którego zdecydowanie nie aprobujemy, a więc zgody na to, aby społeczność, do której przynależymy, była różnorodna w aspektach dla nas istotnych.
Tolerancja polega na uszanowaniu obcej narodowości i związanych z nią różnic kulturowych. Oznacza także, wyrozumiałość dla odmienności. Jest poszanowaniem poglądów, pochodzenia, opinii, upodobań itp. W skrócie, szacunek dla wolności innych ludzi, którzy mają odmienny styl życia od naszego. Są to także jednostki, które według innych nie wpisują się w „normę”, czyli ludzie ze swoimi własnymi opiniami, które niekoniecznie są przychylne większości, więc są obce, np. reprezentujące swój styl bycia poprzez wyszukane stylizacje. Taka odmienność pobudza ludzką kreatywność do działania w tym niezliczonym wachlarzu wyboru, który wzbogaca społeczeństwo, daje poczucie wolności, ponieważ każdy może być tym, kim chce. „Tolerancji” towarzyszą takie formuły jak: traktuj innego tak, jak sam chciałbyś być traktowany, szanuj godność istot ludzkich, postaw się w czyjejś sytuacji, nim go osądzisz, nie toleruj złoczyńcy, nie troszcząc się o ofiarę jego czynu. Wszystkie takie próby zakładają uniwersalną ważność podstawowych norm etycznych. Ma to znaczenie priorytetowe w kontekście wychowania, które powinno przygotować jednostkę do spotkania z wszelką innością- zarówno kulturową, wyznaniową, narodową i etniczną, jak też tą wynikającą z płci, seksualności, różnic pokoleniowych, choroby czy niepełnosprawności. Należy to rozumieć jako proces ukierunkowany na kształtowanie ciekawości i otwartości w obliczu inności, rozwijanie umiejętności poszanowania różnic i rozwiązywania konfliktów na drodze dialogu i wzajemnego zrozumienia. Powinno też oznaczać działania ukierunkowane na rozwijanie takich kompetencji międzykulturowych, które ukierunkowują postawy i działania ludzi nie tylko na poznawanie Innego, ale też na budowanie z nim wspólnoty ponad różnicami. Jej znaczenie podkreślają największe organizacje międzynarodowe, które z założenia działać mają na rzecz budowania ładu pokojowego na świecie.

## Etymologia
Słowo jest polisemiczne i w zależności od kontekstu może przyjmować inne znaczenie. Pochodzi z (łac. tolerantia – często tłumaczonego jako „cierpliwa wytrwałość”; od łac. czasownika tolerare – „wytrzymywać”, „znosić”, „przecierpieć”, „ścierpieć”). Na przestrzeni lat w różnych językach europejskich pojęcie przybiera rozmaite postacie. W roku 1765 w języku angielskim tolerancję definiowano jako „postawę wykluczającą dyskryminację ludzi z powodu ich wierzeń”. Tolerancje zaczęto definiować w kontekście nauk ścisłych i prowadzonych w nich badań jako „dopuszczalna wielkość zmiany” od roku 1868. Znaczenie tego słowa w kontekście fizjologicznym pojawiło się pierwszy raz w roku 1875 i oznaczało ono „zdolności do przyjmowania dużych dawek”

## Tolerancja w ujęciu historycznym

Oryginalny akt Konfederacji warszawskiej 1573 zapewniającej wolność religijną w I Rzeczypospolitej

Sytuacja wyznaniowa w I Rzeczypospolitej 1573

Pomarańczowa wstążka – symbol tolerancji rasowej

W praktyce rządy zawsze musiały decydować, które grupy i postępowania należy tolerować, a które prześladować. Na przykład Imperium Rzymskie musiało zmierzyć się z problemem tolerancji na zaanektowanych terytoriach. Władze zmuszone były zdecydować, które przekonania i grupy społeczne należy tolerować, a które potępiać. Miało to ważne znaczenie w zetknięciu z plemiennymi kulturami religii monoteistycznych Azji Mniejszej i północnej Afryki: zoroastryzmem, judaizmem i chrześcijaństwem. Fakt, że zwyczaje i kultura samego Rzymu opierały się na politeizmie ułatwiał tolerancję wobec innych wierzeń i zwyczajów. Podobna sytuacja miała miejsce w średniowieczu, kiedy to przywódcy Europy chrześcijańskiej i Bliskiego Wschodu tylko czasami tolerowali mniejszości religijne. W szczególności Żydzi poddani byli prześladowaniom antysemickim w tym okresie. W okresie podbojów kolonialnych europejskie potęgi chrześcijańskie musiały dokonywać tych wyborów przy kolonizacji Azji, Oceanii, Afryki i obu Ameryk.
Wczesnym głosicielem idei tolerancji był Polak Paweł Włodkowic, który na soborze w Konstancji twierdził, iż narody pogańskie mają prawo do zachowania swych wierzeń. Mimo działań Włodkowica poważna dyskusja na temat tolerancji rozpoczęła się w Europie dopiero w XVI i XVII wieku w odpowiedzi na reformację, wojny religijne oraz prześladowania, które poprzedzone były rozłamem Kościoła katolickiego zapoczątkowanego przez Marcina Lutra, Huldrycha Zwinglego i innych. Pisarze tacy jak Sebastian Castellio i Michel de Montaigne kwestionowali teorię prześladowań usprawiedliwiającą wojny religijne, egzekucje osób oskarżonych o herezje oraz uprawianie czarnej magii, w zamian przedstawiając argumenty przemawiające za tolerancją.
W ramach kontrastu, ówczesna Polska była wyjątkiem na skalę światową – gdy Europa krwawiła w wyniku licznych wojen, Polska była stabilna, gdyż tolerancja już była fundamentem państwowości polsko-litewskiej. W owych czasach Polska była znana pod przydomkiem „schronienie dla heretyków”, a jej pozycja jako kraju otwartego na inność i obcość była usankcjonowana w pierwszym europejskim edykcie tolerancji – Konfederacji Warszawskiej z 1573.
Pierwsze, znaczące i obszerne prace na temat tolerancji powstały w Wielkiej Brytanii w XVII wieku w trakcie wojny domowej. Po tym jak Oliver Cromwell zezwolił na powrót Żydów do Anglii, John Milton wraz z radykalnymi parlamentarzystami, między innymi Gerrardem Winstanleyem, twierdzili, że wszelkie wyznania chrześcijańskie i żydowskie powinny być chronione.
Wszystkie te początkowe teorie na temat tolerancji były niepełne. Nie uwzględniały członków kościoła rzymskokatolickiego (którzy uważani byli za nielojalnych wobec kraju) oraz ateistów (którzy pozbawieni byli moralnych podstaw). John Locke w traktatach List o tolerancji (1689) i Dwa traktaty o rządzie (1689) zaproponował bardziej szczegółową i usystematyzowaną teorię tolerancji uwzględniającą zasadę rozdziału państwa od kościoła. Dała ona podwaliny pod system demokracji konstytucyjnej. Brytyjska ustawa o tolerancji z 1689 roku (Toleration Act of 1689) była rezultatem siedemnastowiecznych teorii oraz trudnej sytuacji politycznej kraju. Pomimo że miała ona ograniczony zakres była kluczowym momentem w historii tolerancji i pomogła przywrócić większą równowagę polityczną na Wyspach Brytyjskich.
Filozofowie i pisarze oświecenia, zwłaszcza Wolter i Lessing, promowali i rozwijali zagadnienie tolerancji religijnej. Nie wystarczyło to jednak, aby powstrzymać okrucieństwa rządów Wielkiego Terroru. Prawdopodobnie bardziej skuteczny był Thomas Jefferson, który wcielił teorie tolerancji Locka do Konstytucji Stanów Zjednoczonych Ameryki.
Termin tolerancja z założenia rozumiany był do XX wieku jako tolerancja religijna i odnosił się do stanowiących mniejszość sekt religijnych, których członkowie byli zwolennikami Reformacji. Mimo tego, słowo tolerancja staje się coraz bardziej popularne i jest używane w znacznie szerszym zakresie. Umieszczane jest coraz częściej w kontekście odmiennej orientacji czy praktyk seksualnych, kontrowersyjnych partii politycznych czy też budzących powszechny sprzeciw poglądów. Zmiany w zastosowaniu i rozumieniu tego terminu często stają się przyczyną ogromnych trudności, jakie pojawiają się podczas dyskusji na ten temat. Przykładowo, czasami dostrzega się różnice między pojęciem zwykłej tolerancji, a nieco szerszym pojęciem wolności religijnej:
Niektórzy filozofowie […] postrzegają tolerancję i wolność religijną jako dwie całkiem różne rzeczy oraz wyraźnie podkreślają różnice między nimi. Według nich, tolerancja ma za zadanie oznaczać jedynie wyrozumiałość oraz pozwolenie od wyznawców dominujących religii na istnienie innych religii, nawet jeśli te religie traktuje się z dezaprobatą i postrzega jako gorsze, błędne lub szkodliwe. Natomiast wolność religijna jest postrzegana przez tych samych myślicieli jako równość wszystkich religii i wyznań, z wykluczeniem jakiejkolwiek dyskryminacji. W przypadku wolności religijnej, nikt, zgodnie z prawem, nie może nie tolerować ani odrzucić tej wolności.
Z tego powodu dyskusje na temat tolerancji podzielone były często pomiędzy tych, dla których słowo tolerancja oznacza minimalną i być może nawet historyczną wartość, oraz tych postrzegających tolerancję jako pojęcie wciąż przepełnione witalnością, którego używają przy rozważaniu współczesnych kwestii dotyczących dyskryminacji na tle rasowym, narodowym, seksualnym oraz na tle niepełnosprawności i innych przypadków. Pojawiały się również dyskusje na tematy dotyczące faktów historycznych, które przyczyniły się do powstania zasady tolerancji, jak również spory dotyczące odpowiednich powodów, dla których tolerancja powinna być zachowana. Niektórzy sądzą, iż wzrost sceptycyzmu był ważnym, a nawet niezbędnym czynnikiem podczas rozwoju tolerancji. Inni natomiast utrzymują, że przekonanie religijne, czy też rozwijające się pojęcie szacunku dla jednostki, było lub jest podstawą do praktykowania tolerancji.

## Tolerowanie nietolerancji
Filozof Karl Popper stwierdził w swej książce Społeczeństwo otwarte i jego wrogowie (1963), że możliwe jest odmówienie tolerancji wobec nietolerancji:
Czy tolerancyjne społeczeństwo powinno akceptować nietolerancję? A co, jeśli tolerując czyn „A”, społeczeństwo niszczy samo siebie? Tolerancja czynu „A” może być użyta do wprowadzenia nowego systemu myślowego, co może doprowadzić do braku akceptacji zespołu cech „B”, właściwych danemu społeczeństwu. Bardzo trudno jest znaleźć złoty środek, a różne społeczeństwa nie zawsze zgadzają się co do szczegółów. W rzeczywistości poszczególne grupy w obrębie jednego społeczeństwa często mają problemy z porozumieniem się. Niektóre państwa uznają zniesienie nazizmu w Niemczech za przejaw nietolerancji, podczas gdy w Niemczech to właśnie nazizm jest uważany za niedopuszczalnie nietolerancyjny.
oraz
„Bezgraniczna tolerancja musi prowadzić do jej zaniku. Jeśli rozszerzymy bezgraniczną tolerancję nawet na tych, którzy nie są tolerancyjni, jeśli nie jesteśmy gotowi bronić tolerancyjnego społeczeństwa przed atakiem nietolerancyjnego, wtedy tolerancyjny zostanie zniweczony, a tolerancja z nim.
Filozof John Rawls poświęca jeden rozdział książki Teoria sprawiedliwości następującemu problemowi: czy społeczeństwo powinno, czy też nie powinno tolerować nietolerancję oraz powiązaną z tą kwestią problem – czy w jakimkolwiek społeczeństwie ludzie nietolerancyjni mają jakiekolwiek prawo narzekać, gdy sami nie są tolerowani.
Rawls doszedł do wniosku, iż społeczeństwo musi być tolerancyjne, a więc ludzie nietolerancyjni muszą być akceptowani, gdyż w innym wypadku społeczeństwo byłoby nietolerancyjne, czyli niesprawiedliwe. Niemniej jednak Rawls uzasadnia swą opinię, obstając przy tym, że społeczeństwo i jego instytucje mają uzasadnione prawo do samoobrony, co wypiera zasadę akceptacji. Tak więc ludzie nietolerancyjni muszą być tolerowani, jednak tylko do momentu gdy nie zagrożą tolerancyjnemu społeczeństwu i jego instytucjom.
Kontynuując, twierdzi, że podczas gdy ludzie nietolerancyjni mogą zrezygnować z prawa do narzekania w momencie, gdy sami nie są tolerowani, pozostali członkowie społeczeństwa mają prawo, a może nawet obowiązek, narzekać na ich zachowanie tak długo, jak długo samo społeczeństwo jest zagrożone przez tych nietolerancyjnych osobników. 
Przykładem postawy przeciwnej jest ACLU (American Civil Liberties Union, Amerykański Związek Wolności Obywatelskich) - instytucja społeczna, która chroni prawa ludzi nietolerancyjnych i często staje w obronie prawa wolnego słowa tak nietolerancyjnych organizacji jak Ku Klux Klan.